# Mary Rand
Mary Denise Rand, född 10 februari 1940 i Wells i Somerset, är en före detta brittisk friidrottare.
Rand blev olympisk mästare i längdhopp vid olympiska sommarspelen 1964 i Tokyo.